# グリゴリー・ヴァクレンチュク
グリゴリー・ニキーティチ・ヴァクレンチュク（ロシア語: Григо́рий Ники́тич Вакуленчу́к、ウクライナ語: Григо́рій Мики́тович Вакуленчу́к、1877年 - 1905年6月27日）は、ロシア帝国の革命家、水兵、戦艦ポチョムキンの叛乱の首謀者。

## 生涯
ロシア帝国のヴェリーキエ・コロヴィンツィ（現在のジトーミル州）で、9人兄弟の一人として生まれる。海軍に徴兵されるまでは、家族と共に製糖工場で働く。
急進的な集会で読むことを学んだ後、セヴァストポリの水兵の警備員として勤務し、摘発するふりをしながら過激な集会を監視することができた。実際に、2人の士官が急進派の会合を発見した際、参加者たちを逮捕したと報告して彼ら2人を追い払ったこともあった。
1903年にはロシア社会民主労働党に入党し、同党がボリシェヴィキとメンシェヴィキに分裂した際、ボリシェヴィキに参加する。1905年6月10日から23日にかけて、ツェントラルカ （革命的な船員による組織）の集会に参加し、蜂起に賛成して次のように主張した。
この言葉はヴァクレンチュクの力強い声と長く黒い口ひげによってその効果を増した。 6月24日、ツェントラルカの指導者たちを説得して、ポチョムキンへの蜂起を指揮させた。
船員が自分たちに与えられた肉がウジだらけであることに気づいた時、ヴァクレンチュクは完全な蜂起ではなくボイコットを呼びかける。
イッポリト・ギリヤロフスキー艦長は、海兵隊員を使って船員たちを脅して肉を食べさせようとしていたが失敗し、30人の船員を見せしめに処刑されさそうになっているのを見たヴァクレンチュクは、砲塔の後ろに隠れて武器庫から銃を配った。その後自らギリヤロフスキーを狙って撃とうとしたが、代わりにレオニード・ネウポコエフ中尉に命中した。撃たれたネウコポネフが「撃たれた！」と叫んだ直後にギリヤロフスキーと4人の部下がヴァクレンチュクに発砲し、胸に命中させる（但し誰の銃弾によるものか不明） 。撃たれた直後のヴァクレンチュクは、マテュシェンコと叛乱に参加した船員のポプルガと共に、何とかギリヤロフスキーら5名の武装を解除後に殺害する。その後、ヴァクレンチュクは立ち上がろうとしたが海に落ち、救助されて診療所に送られるも間もなく息を引き取る。最後の言葉は「無駄にするな、アファナシー」であり、死の床で、貯蓄（80ルーブル）を船員たちと父親の間で分割するように求めた。
その後、友人のアファナシー・マテュシェンコが反乱の指揮を取り、船員たちによって掲げられた赤旗は、ヴァクレンチュクによって船内に隠されていたものだった。ヴァクレンチュクは、船員たちが艦隊と一緒になるまで待ちたかったので、反乱は時期尚早だと考えていた。2日後のオデッサでの葬式は政治デモへと発展する。

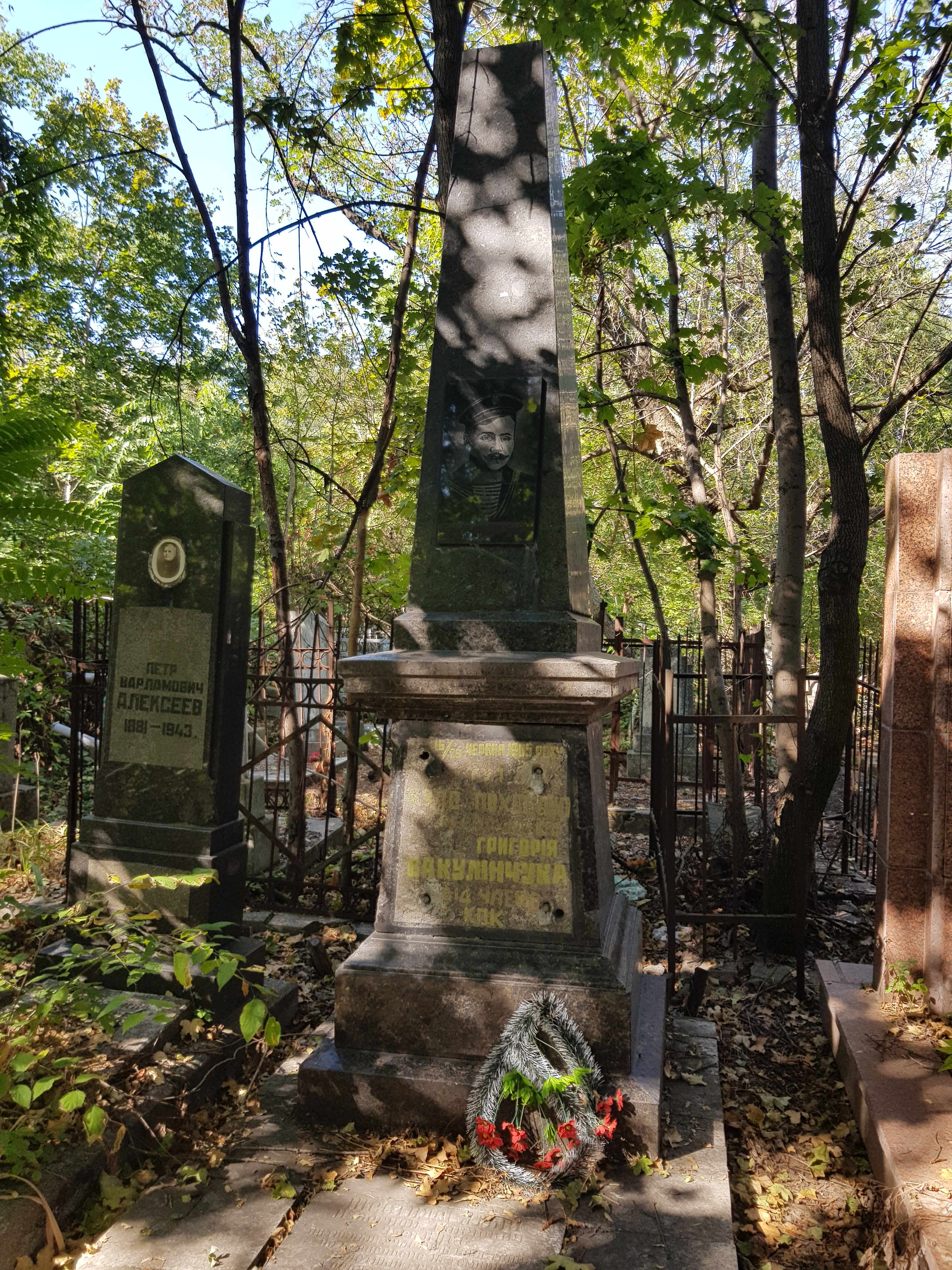
オデッサの第二キリスト教墓地にあるグリゴリー・ヴァクレンチュクの墓

## 創作における登場

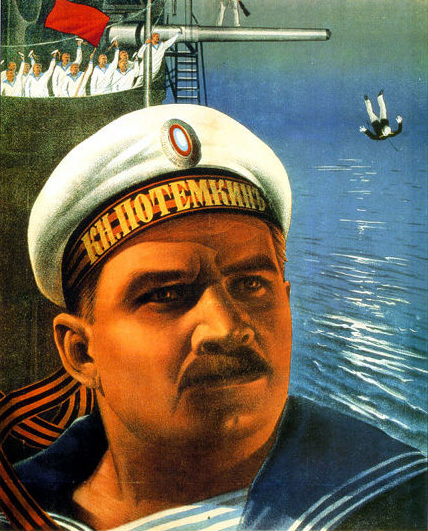
ヴァクレンチュクを演じるアレクサンドル・アントノフ

セルゲイ・エイゼンシュテインの映画『戦艦ポチョムキン』では、ヴァクレンチュクの死と葬儀が重要な出来事として描かれている。同作では俳優アレクサンドル・アントノフがヴァクレンチュクの役を演じた。